# Mercedes-Benz T 245
| Sterne im Euro NCAP-Crashtest (2006) |

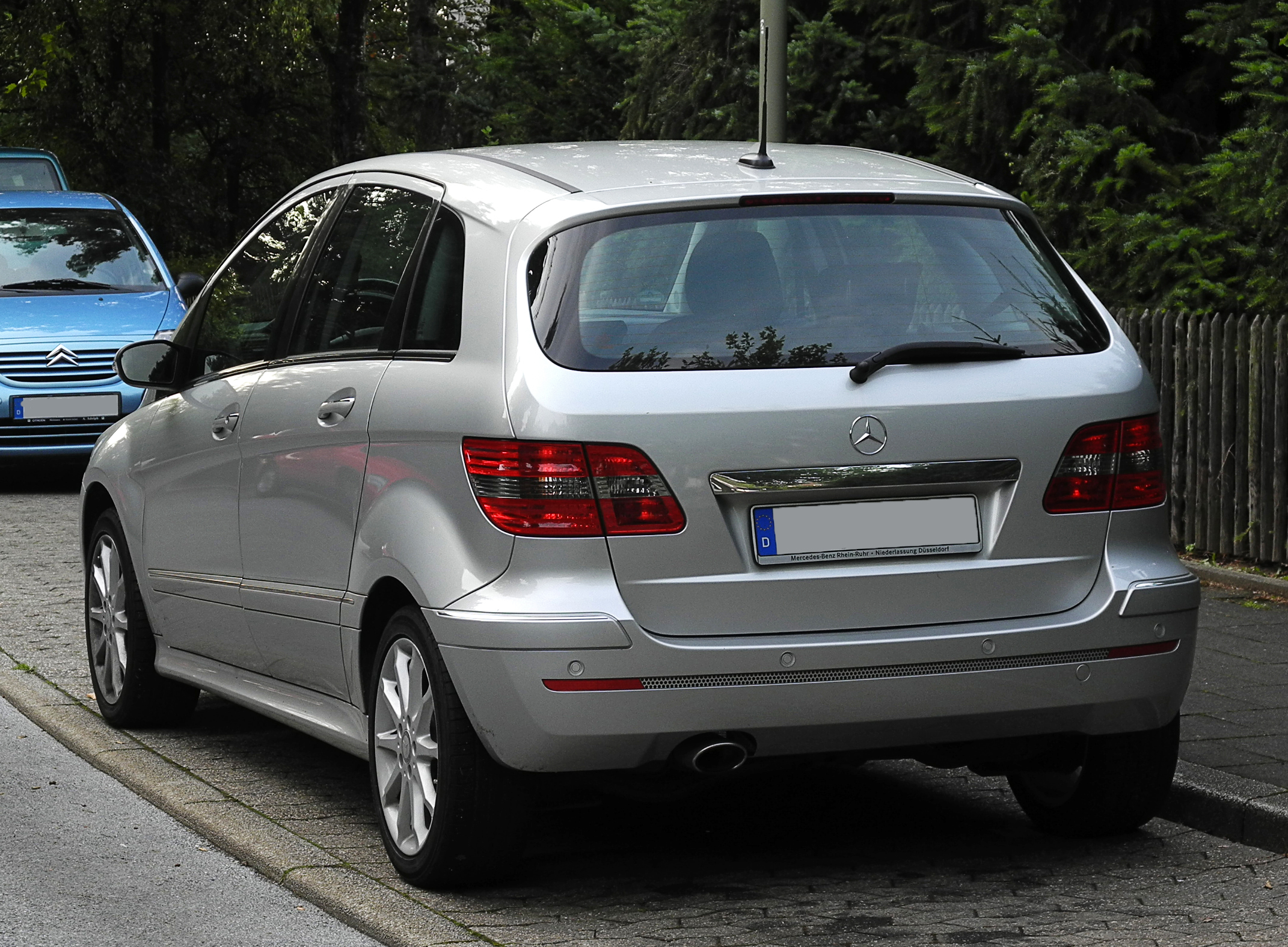
Heckansicht

Die Mercedes-Benz B-Klasse (intern T 245, manchmal auch als W 245 bezeichnet) ist ein Kompaktvan der Marke Mercedes-Benz, der ab Mitte 2005 bis Mitte 2011 wie auch die R-Klasse als Sports Tourer vermarktet wurde. Der Mercedes-Benz W 242/W 246 ist das Nachfolgemodell.

## Geschichte
Die B-Klasse wurde auf dem Genfer Auto-Salon von 3. bis 13. März 2005 vorgestellt. Die Produktion lief April 2005 an; der offizielle Präsentationstermin war der 4. Juni 2005. Nach Angaben des Herstellers verbindet die B-Klasse die Vorteile verschiedener Arten von Fahrzeugen.

### Modellpflege
Am 14. März 2008 wurde eine überarbeitete Version der B-Klasse auf dem Auto-Salon in Genf präsentiert.
Das modifizierte Fahrzeug kam im Juni 2008 auf den Markt. Im Mittelpunkt dieser Modellpflege standen vor allem Umweltverträglichkeit, Wirtschaftlichkeit und Komfort. Erkennbar ist der Wagen an einem „zweigeteilten“ Stoßfänger, ähnlich der E-Klasse (Baureihe 211). Im Juni 2009 wurde die 500.000ste B-Klasse verkauft.
Für die besonders stark nachgefragten Modelle B 150 und B 170 hat Daimler eine Start-Stopp-Automatik entwickelt, die den Motor bei Ampelpausen ausschaltet. Beim Tritt aufs Kupplungspedal springt der Motor wieder an.
Nach Angaben des Kraftfahrt-Bundesamtes (KBA) wurden im Jahr 2007 in Deutschland 51.484 B-Klassen zugelassen, was einem Marktanteil von 24,0 % im Segment Mini-Vans entspricht. Damit war die B-Klasse 2007 die meistzugelassene Modellreihe ihres Segments in Deutschland.
Weltweit wurden zwischen Marktstart und Produktionseinstellung des T 245 mehr als 700.000 Fahrzeuge ausgeliefert. Der mit einem Anteil von rund einem Drittel volumenstärkste Markt war der deutsche.
Die Produktion des T 245 lief im Juni 2011 aus, da bereits im November der Nachfolger W 246 erschien.

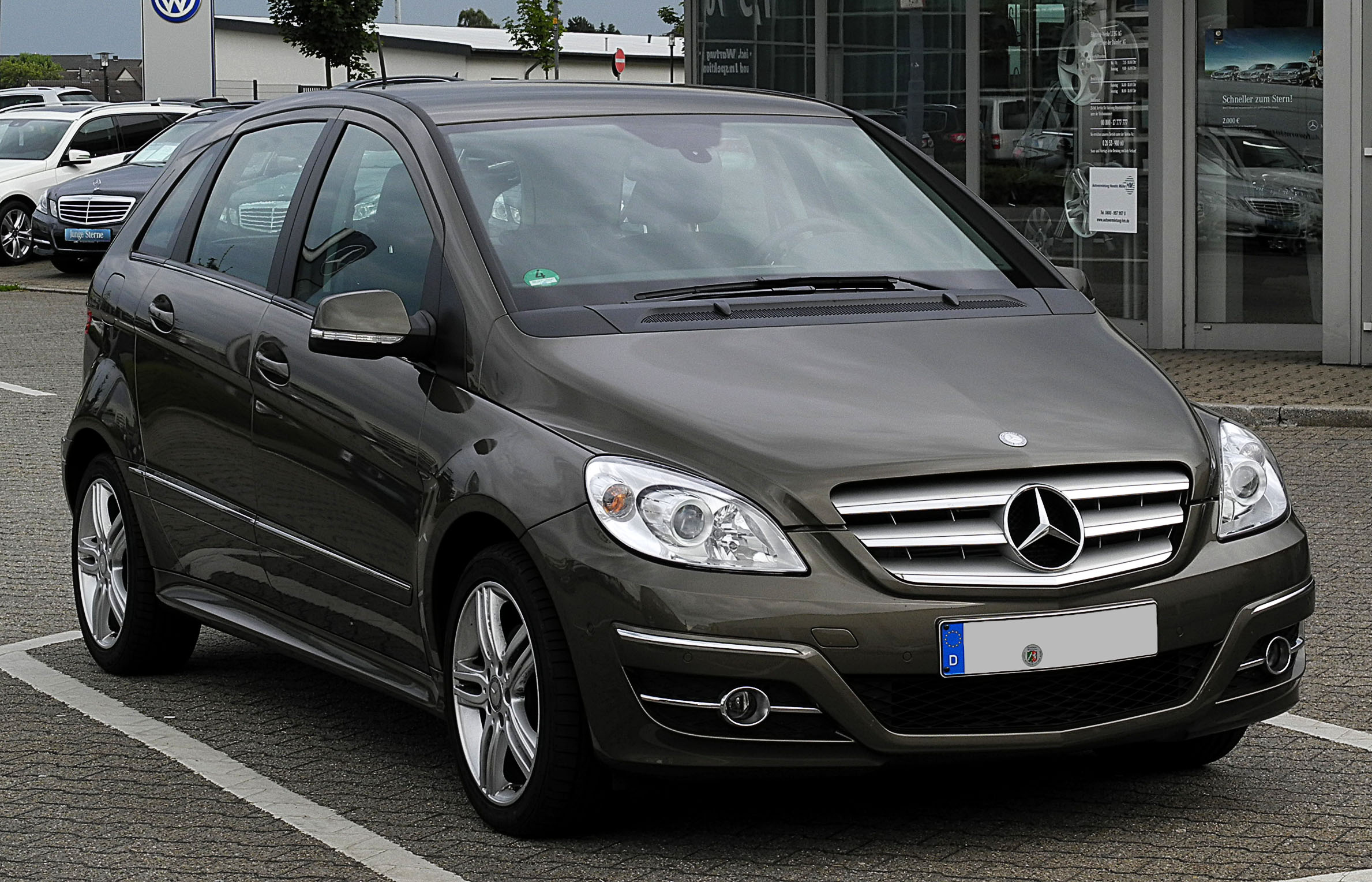
B 180 CDI (2008–2011)
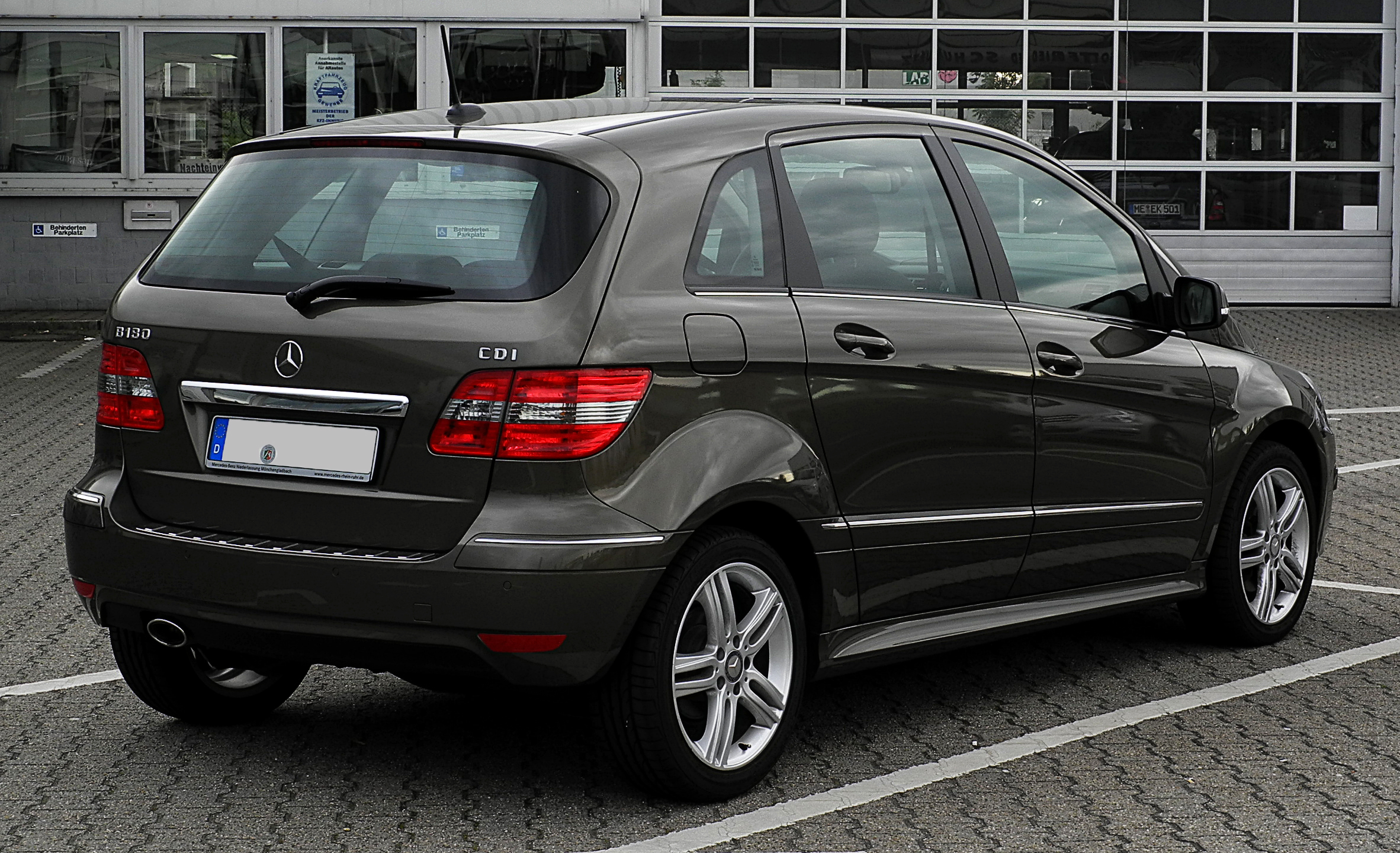
Heckansicht

## Aufbau
In der 245er B-Klasse wie auch in der entsprechenden A-Klasse wurde von deren Vorgänger die Sandwichbauweise mit quer eingebautem Frontmotor und Vorderradantrieb übernommen. Unter dem erhöhten Fußboden im Innenraum sollten die Batterien für einen geplanten Elektroantrieb untergebracht werden. Allerdings wurden in Kalifornien die Vorgaben zur Einführung von Zero Emission Vehicles (ZEV) gelockert, so dass diese unverkäuflich wurden und deshalb die Fahrzeuge nur mit Verbrennungsmotor geliefert wurden. Das Bemühen um einen Elektroantrieb ging weiter, allerdings wurde mit der dritten Generation der Kompaktfahrzeuge von Mercedes-Benz die Sandwichbauweise aufgegeben, vermutlich weil bis dahin die Batterien entsprechend kleiner geworden waren.
Anders als bei den meisten frontgetriebenen Fahrzeugen sind Motor und Getriebe nicht vor, sondern über der Vorderachse untergebracht, der Zylinderblock liegt ca. 60° nach vorne geneigt über der Vorderachse und nur der Zylinderkopf vor der Vorderachse. Wie der Motor ist auch die Spritzwand als Gleitboden geneigt ausgeführt, sodass bei einem schweren Frontalaufprall die Motor-/Getriebeeinheit unter den Wagenboden geschoben werden kann. Durch die relativ hohe Lage des Fußbodens im Fahrgastraum wird kein bzw. nur wenig zusätzlicher Platz zwischen Spritzwand und Vorderachse benötigt, während vor der Vorderachse die Breite des entfallenen Motors als zusätzlicher Deformationsweg zur Verfügung steht.
Trotz kompakter Außenmaße mit 4,27 Metern Länge bietet die B-Klasse fünf Sitzplätze oder das Raumangebot größerer Limousinen und Kombis. Im Kofferraum des Fahrzeugs können 390 Liter untergebracht werden. Bei umgeklappter Rückbank erhöht sich das Volumen auf 700 Liter, gemessen bis zur Unterkante der Fenster. Zusätzlich bietet der Bereich unter dem Innenboden einen Stauraum von 65 Litern, welcher jedoch entfällt, wenn ein Notrad mitgeführt wird. Dieses Volumen ist trotz kleinerer Außenmaße größer als beispielsweise beim Opel Zafira und VW Touran. Kindersitze lassen sich an der Rückbank auf den Außensitzen mit Isofix-Halterungen befestigen. Für den Beifahrersitz gibt es gegen Aufpreis Babyschalen und eine automatische Kindersitzerkennung, die den Beifahrerairbag deaktiviert.

## Alternative Antriebe
Ab Juni 2008 wurde mit der Modellvariante NGT ein serienmäßiges Erdgasfahrzeug angeboten. Es hat zusätzlich zum normalen 54 Liter großen Benzintank einen 16 kg Erdgas fassenden Tank.
Die B-Klasse sollte nach Herstellerangaben als Nachfolger der F-Cell-A-Klasse die Brennstoffzellentechnik weiter vorantreiben, eine Großserienproduktion war mit diesem Modell aber noch nicht geplant.

## Ausstattung

### Serienausstattung beim Marktstart (03/2005)
Die B-Klasse verfügte bereits serienmäßig über eine umfangreiche Ausstattung, die in zwei Bereiche gegliedert war: 

#### Interieur
- Ablagefach in der Mittelkonsole
- Vier Ablagefächer in der Kofferraumverkleidung
- Airbag und Head-/Thorax-Sidebag für Fahrer und Beifahrer (Seiten-Airbags in den Sitzlehnen mit zusätzlichem Kopfschutz)
- Aktive Kopfstützen vorn, in Höhe und Neigung verstellbar
- Armauflage vorn mit Fach, 12-V-Steckdose und Netz im Beifahrer-Fußraum
- Außentemperaturanzeige
- Beifahrersitzlehne nach vorne klappbar
- Blinker mit Komfort-Tipp-Schaltung
- Bremsbelagverschleißanzeige
- Brillenetui am Dachhimmel (Fahrerseite)
- Cupholder in der Tunnelverkleidung
- Dachbedieneinheit mit Leseleuchte für Beifahrer, Fondraumleuchte separat schaltbar
- Drehzahlmesser
- Einstiegsschienen mit Aluminiumeinlage, vorn zusätzlich mit Schriftzug „Mercedes-Benz“
- Elektrische Fensterheber vorn mit Tieflaufsteuerung
- Flüssigkeits-Warnanzeige für Öl und Kühlwasser
- Fondsitzbank 1/3 : 2/3 geteilt, klappbar, Sitzkissen entnehmbar
- Gepäckraumrollo
- Handschuhfach klimatisiert und beleuchtet
- Heckscheibe heizbar mit Zeitrelais
- ISOFIX- und TopTether-Kindersitzverankerungen im Fond
- Mechanische Kindersicherung an den Fondtüren
- Klimaanlage mit Staubfilter und Umluftschalter
- Kofferraumbeleuchtung
- Kombiinstrument mit zentralem Multifunktionsdisplay, integrierter Uhr und vier Rundinstrumenten mit Chromringen
- Drei Kopfstützen hinten, höhen- und neigungsverstellbar sowie versenkbar
- Ladegutbefestigung mit vier Verzurrösen
- Laderaumboden verstellbar auf zwei Ebenen, mit zusätzlicher Verstaumöglichkeit
- Mechanisch höhenverstellbare Lenksäule
- Münzen-, Stift- und Kartenhalter im Handschuhkastendeckel
- Multifunktionslenkrad
- Parameterlenkung elektromechanisch mit Sicherheitslenksäule
- Polsterung Stoff „Utrecht“
- Reflektoren in den Türen
- Reiserechner
- Fünf 3-Punkt-Sicherheitsgurte, vorne höhenverstellbar mit Gurtstraffer und adaptivem Gurtkraftbegrenzer, hinten außen mit Gurtstraffer und automatischer Gurthöhenanpassung
- Sitzbelegungserkennung im Beifahrersitz
- Mechanische Sitzverstellung für Fahrer und Beifahrer, Fahrersitz höhenverstellbar
- Sonnenblenden mit Make-up-Spiegel
- Taschenhaken im Kofferraum
- Türbeläge, Türzuziehgriffe und Instrumententafelunterteil in Ausstattungsfarbe
- Türtaschen vorn und hinten mit Getränkehalter
- Umfeld- und Signalleuchte in Heckklappe integriert
- Verbandtasche
- Warnleuchte im Kombiinstrument und Warnton für nicht angegurteten Fahrer/Beifahrer
- Warnton für nicht ausgeschaltete Fahrzeugbeleuchtung und angezogene Handbremse
- Wartungsintervall-Anzeige „ASSYST“
- Zierblenden am Dom, in den Türen und an der Mittelkonsole in Aluminium gebürstet

#### Exterieur
- Anti-Blockier-System (ABS)
- Antriebs-Schlupf-Regelung (ASR)
- Außenspiegel links und rechts beheizt, elektrisch einstellbar, mit asphärischem Spiegelglas
- Integrierte Blinkleuchten in Außenspiegeln
- Brems-Assistent-System (BAS)
- Elektronisches Stabilitätsprogramm (ESP)
- Frontscheibe aus Verbundglas
- Heckscheibenwischer mit Intervall- und Komfortschaltung
- Kühlergrill in Silber mit vier Lamellen
- Lenkassistent „STEER CONTROL“
- Nebelscheinwerfer und Nebelschlussleuchte
- Projektionsscheinwerfer
- Rundum Rammschutzleisten in Wagenfarbe
- Reifendruckverlustwarnung
- Vier Scheibenbremsen, vorne innenbelüftet
- Beheizte Scheibenwaschdüsen
- Scheibenwischer mit Tipp-/Wischfunktion
- Selektives Dämpfungssystem
- TIREFIT mit elektrischer Luftpumpe
- Verkleidung der B-Säule, Türgriffe und Außenspiegel in mattschwarz
- Wärmedämmendes Glas rundum
- Wagenheber
- Warndreieck
- Elektronische Wegfahrsperre mit Funkfernbedienung und optischer Schließrückmeldung (AZT/TÜV-anerkannt)
- Zentralverriegelung mit Innenschalter, automatischer Verriegelung und Crash-Sensor

#### Zusätzliche Serienausstattung je nach Motorisierung
- B 180 CDI: 6-Gang-Schaltgetriebe
- B 200 CDI: 6-Gang-Schaltgetriebe, Exterieur-Chrompaket, Lederlenkrad/-schaltknauf/-handbremsgriff mit weiß hinterleuchtetem Kombiinstrument, 16"-Leichtmetallräder im 5-Speichen-Design
- B 200 Turbo: 6-Gang-Schaltgetriebe, doppelflutig ausgeführtes Auspuffendrohr, Exterieur-Chrompaket, Lederlenkrad/-schaltknauf/-handbremsgriff mit weiß hinterleuchtetem Kombiinstrument, 16"-Leichtmetallräder im 5-Speichen-Design

### Überarbeitete Serienausstattung (02/2006)
Gegenüber der Serienausstattung von März 2005 wurden folgende Punkte ergänzt:
- Dieselpartikelfilter für alle CDI-Modelle.
- Neue Warnfunktionen im Interieur:
  - Warnleuchte im Kombiinstrument mit akustischem Signal für nicht angegurtete Insassen
  - Warnton bei nicht ausgeschalteter Fahrzeugbeleuchtung oder angezogener Handbremse
- Wartungsintervall-Anzeige „ASSYST“ im Kombiinstrument
- Neue Exterieur-Komponente: verchromte Griffleiste an der Heckklappe
- Zusätzliche Gepäckraumabdeckung im Kofferraum

### Ausstattungspakete
- Exterieur-Chrompaket (Code 900): Verchromte Zierleisten an Kühlergrill, Türgriffen, Seitenschutzleisten, Heckladerand, Chromring-Nebelscheinwerfer sowie in Wagenfarbe lackierte Außenspiegel und Seitenschweller. Ab 2006 Serie bei B 200 CDI und B 200 Turbo, ansonsten optional.[14]
- Sportpaket (Code 952): 17-Zoll-Leichtmetallräder (10-Speichen), Sportfahrwerk, ovales Edelstahl-Endrohr, abgedunkelte Heckleuchten, Lenkrad mit Alu-Spangen, Pedalerie in Edelstahl, Polsterkombination ARTICO/Stoff „Maastricht“, weiß beleuchtetes Kombiinstrument. Paketinhalt und Preis variierten je nach Motorisierung.[15]

### Wichtige Sonderausstattungen (Auswahl 2005/2006)
| Kategorie            | Beispiele |
| -------------------- | --- |
| Komfort              | THERMOTRONIC-Zwei-Zonen-Klimaautomatik, Panoramadach (Fest- oder Lamellen-Schiebedach), elektrisch anklappbare Außenspiegel, längsverstellbare Lenksäule |
| Assistenz/Sicherheit | PARKTRONIC-Einparkhilfe, Bi-Xenon-Scheinwerfer mit aktivem Kurven- und Abbiegelicht, Einbruch-Diebstahl-Warnanlage (EDW) mit Abschleppschutz             |
| Antrieb/Fahrwerk     | Stufenloses Automatikgetriebe AUTOTRONIC, Anhängevorrichtung mit abnehmbarem Kugelkopf                                                                   |
| Infotainment         | Audio 20 (CD), Audio 50 APS (CD-Navigation), COMAND APS (DVD-Navigation), harman/kardon LOGIC7-Surround-System, universelle Mobiltelefonschnittstelle    |
| Innenraum            | Leder- und designo-Leder-/Alcantara-Ausstattungen, klappbare Fondsarmlehne mit Durchlademöglichkeit, Teppich-Veloursmatten                               |

## Motorvarianten
Die B-Klasse ist mit sechs verschiedenen Vierzylindermotoren angeboten worden. Bei den Motoren mit der Bezeichnung CDI handelt es sich um Dieselmotoren mit Common-Rail-Einspritzung und Turbolader. Der B 200 Turbo ist bis zum 31. Oktober 2010 gebaut worden, da alle Autos, die ab dem 1. Januar 2011 gebaut werden, die Abgasnorm Euro 5 erfüllen müssen. Den Entwicklungsaufwand, der für die übrigen Motoren betrieben worden ist, hat man hier eingespart, indem man dieses Aggregat aus dem Programm genommen hat, da der Marktanteil dieses Motors nur etwas weniger als zwei Prozent betrug. Alle anderen Motoren erfüllen Euro 5.
| Modell                   | Motor       | Hubraum     | Leistung bei 1/min   | Drehmoment bei 1/min       | Höchst- geschwindigkeit | Normverbrauch kombiniert                         | CO2-Emissionen                          | Bauzeitraum |
| Ottomotoren              | Ottomotoren | Ottomotoren | Ottomotoren          | Ottomotoren                | Ottomotoren             | Ottomotoren                                      | Ottomotoren                             | Ottomotoren |
| ------------------------ | ----------- | ----------- | -------------------- | -------------------------- | ----------------------- | ------------------------------------------------ | --------------------------------------- | ----------- |
| B 150                    | M 266.920   | 1498 cm³    | 70 kW (95 PS)/5200   | 140 Nm/3500–4000           | 174 (168) (1) km/h      | 6,6–6,8 l/100 km                                 | 158–163 g/km                            | 2005–2009   |
| B 160                    | M 266.920   | 1498 cm³    | 70 kW (95 PS)/5200   | 140 Nm/3500–4000           | 168 km/h                | 6,9–7,1 l/100 km                                 | 166–171 g/km                            | 2009–2011   |
| B 160 BlueEFFICIENCY     | M 266.920   | 1498 cm³    | 70 kW (95 PS)/5200   | 140 Nm/3500–4000           | 174 km/h                | 6,4–6,6 l/100 km                                 | 148–154 g/km                            | 2009–2011   |
| B 170                    | M 266.940   | 1699 cm³    | 85 kW (116 PS)/5500  | 155 Nm/3500–4000           | 184 (180) (1) km/h      | 6,8–7,1 l/100 km                                 | 163–171 g/km                            | 2005–2009   |
| B 180                    | M 266.940   | 1699 cm³    | 85 kW (116 PS)/5500  | 155 Nm/3500–4000           | 180 km/h                | 7,1–7,3 l/100 km                                 | 171–175 g/km                            | 2009–2011   |
| B 180 BlueEFFICIENCY     | M 266.940   | 1699 cm³    | 85 kW (116 PS)/5500  | 155 Nm/3500–4000           | 184 km/h                | 6,3–6,6 l/100 km                                 | 146–153 g/km                            | 2009–2011   |
| B 170 NGT                | M 266.960   | 2034 cm³    | 85 kW (116 PS)/5500  | 165 Nm/3500–4000           | 184 (180) (1) km/h      | Erdgas 4,9 kg/100 km Benzin 7,3 l/100 km         | Erdgas 135 g/km Benzin 175 g/km         | 2008–2009   |
| B 180 NGT BlueEFFICIENCY | M 266.960   | 2034 cm³    | 85 kW (116 PS)/5750  | 165 Nm/3500–4000           | 184 (180) (1) km/h      | Erdgas 4,9 (2) kg/100 km Benzin 7,3 (2) l/100 km | Erdgas 135 (2) g/km Benzin 175 (2) g/km | 2009–2011   |
| B 200                    | M 266.960   | 2034 cm³    | 100 kW (136 PS)/5500 | 185 Nm/3500–4000           | 196 (190) (1) km/h      | 6,7–7,0 l/100 km                                 | 158–164 g/km                            | 2005–2011   |
| B 200 Turbo              | M 266.980   | 2034 cm³    | 142 kW (193 PS)/5000 | 280 Nm/1800–4850           | 225 (218) (1) km/h      | 7,9 l/100 km                                     | 184–188 g/km                            | 2005–2010   |
| Dieselmotoren            |             |             |                      |                            |                         |                                                  |                                         |             |
| B 180 CDI                | OM 640.940  | 1991 cm³    | 80 kW (109 PS)/4200  | 250 Nm/1600–2600           | 183 (178) (1) km/h      | 5,2–5,3 l/100 km                                 | 135–138 g/km                            | 2005–2011   |
| B 200 CDI                | OM 640.941  | 1991 cm³    | 103 kW (140 PS)/4200 | 300 (280) (1) Nm/1600–3000 | 200 (195) (1) km/h      | 5,2–5,3 l/100 km                                 | 136–139 g/km                            | 2005–2011   |

Anmerkungen: